# Good Girls
"Good Girls" é uma canção da banda australiana de pop rock 5 Seconds of Summer, contida em seu primeiro álbum de estúdio epônimo, 5 Seconds of Summer (2014). A canção foi escrita por Michael Clifford, Matthew Norman, Ashton Irwin, Roy Stride, Josh Wilkinson, Rick Parkhouse e George Tizzard. A canção foi anunciada como quarto single do álbum em 7 de outubro de 2014.

## Promoção
5 Seconds of Summer apresentou "Good Girls" na edição australiana do reality show The X Factor em 6 de outubro de 2014. Eles também apresentaram o single no programa Ellen DeGeneres Show.

## Videoclipe
Em 7 de outubro de 2014, a banda começou a apresentar o videoclipe, postando no Twitter a data de lançamento do vídeo. Então eles tuitaram o primeiro teaser do clipe no Twitter. Em 8 de outubro de 2014, eles tuitaram o segundo teaser do videoclipe. O vídeo foi lançado em 10 de outubro de 2014.

## Lista de faixas
| CD single e EP digital |                               |                                                                        |               |         |  |
| N.º                    | Título                        | Compositor(es)                                                         | Produtor(es)  | Duração |  |
| 1.                     | "Good Girls" (Single Version) | Ashton Irwin Michael Clifford Rick Parkhouse Roy Stride Josh Wilkinson | John Feldmann | 3:26    |  |
| 2.                     | "Just Saying"                 | Ashton Irwin Roy Stride Michael Clifford                               |               | 2:39    |  |
| 3.                     | "Long Way Home" (Acústico)    | Ashton Irwin Clifford Feldmann Alex Gaskarth                           |               | 3:17    |  |
| 4.                     | "Good Girls" (Acoustic)       | Irwin Clifford                                                         |               | 3:04    |  |

| iTunes EP |                                           |                                                       |              |         |  |
| N.º       | Título                                    | Compositor(es)                                        | Produtor(es) | Duração |  |
| 1.        | "Good Girls" (Versão single)              | Irwin Clifford Parkhouse Tizzard Roy Stride Wilkinson | Feldmann     | 3:26    |  |
| 2.        | "Just Saying"                             |                                                       |              | 2:39    |  |
| 3.        | "Long Way Home" (Acústico)                | Irwin Clifford Feldmann Gaskarth                      |              | 3:17    |  |
| 4.        | "Good Girls" (Ao vivo no iTunes Festival) | Irwin Clifford Parkhouse Tizzard Roy Stride Wilkinson |              | 2:39    |  |

## Desempenho nas tabelas musicais
| Tabela musical (2014)              | Melhor posição |
| ---------------------------------- | -------------- |
| Austrália (ARIA)                   | 19             |
| Bélgica (Ultratop 50 de Flandres)  | 42             |
| Canadá (Canadian Hot 100)          | 27             |
| Dinamarca (Hitlisten)              | 18             |
| França (SNEP)                      | 97             |
| Irlanda (IRMA)                     | 12             |
| Países Baixos (Single Top 100)     | 88             |
| Nova Zelândia (Recorded Music NZ)  | 15             |
| Espanha (PROMUSICAE)               | 43             |
| Reino Unido (UK Singles Chart)     | 19             |
| Estados Unidos (Billboard Hot 100) | 34             |

| País (Empresa)        | Certificação | Vendas   |
| --------------------- | ------------ | -------- |
| Estados Unidos (RIAA) | Ouro         | 500.000+ |

## Histórico de lançamento
| País  | Data                   | Formato(s)                  | Gravadora                  |
| ----- | ---------------------- | --------------------------- | -------------------------- |
| Mundo | 17 de novembro de 2014 | CD single, downlaod digital | Hi or Hey, Capitol Records |